# Jennifer Laura Thompson
Jennifer Laura Thompson (ur. 5 grudnia 1969 w Southfield, Michigan) – amerykańska aktorka i piosenkarka.

## Życiorys
Jennifer Laura Thompson urodziła się 5 grudnia 1969 roku w miejscowości Southfield, w stanie Michigan. W 1987 roku ukończyła Birmingham Groves High School. Uczyła się na Uniwersytecie Michigan i ukończyła go w 1991 roku ze stopniem akademickim Bachelor of Fine Arts na kierunku "Musical Theatre". Krótko po ukończeniu studiów przeprowadziła się do Nowego Jorku.

## Kariera
Jennifer Laura Thompson zadebiutowała na Boadwayu w 1998 roku jako Ariel Moore w oryginalnym składzie musicalu Footloose. Wcieliła się również w rolę Hope Cladwell w off-Broadwayowskiej i broadwayowskiej produkcji Urinetown, za którą w 2002 roku została nominowana do Tony Award w kategorii Best Performance by a Leading Actress in a Musical.
Największą sławę zdobyła jako pierwsza aktorka zastępcza w przebojowym musicalu Wicked wystawianym na Broadwayu. Po raz pierwszy wystąpiła w tej produkcji 20 lipca 2004 roku, zastępując Kristin Chenoweth w roli Glindy. Thompson zastępowała Kristin Chenoweth przez dziesięć miesięcy.
Wiosną 2012 roku w Imperial Theatre odbyła się premiera musicalu Nice Work If You Can Get It, w którym Thompson wcieliła się w rolę Eileen Evergreen.
Od 4 grudnia 2016 do 4 sierpnia 2019 roku Jennifer Laura Thompson grała rolę Cynthii Murphy w produkcji Dear Evan Hansen w Music Box Theatre. Łącznie zagrała tę rolę 1157 razy.

## Życie prywatne
Jennifer wzięła ślub z Johnem Kainem, z którym ma syna imieniem Tommy.

## Filmografia

### Filmy
- 2011: Company jako Jenny (film koncertowy)
- 2015: Construction jako Janet

### Telewizja
- 2002: Prawo i porządek: sekcja specjalna jako Aimee Slocum (jeden odcinek)
- 2009: The Battery's Down jako Jess Wilson (jeden odcinek)
- 2011: Impersonalni jako Mrs. Kovach (jeden odcinek)
- 2014: Elementary jako Rachel Brown (jeden odcinek)
- 2016: Tajemnice Laury jako Mindy Lewis (jeden odcinek)
- 2019: Opowieści z San Francisco jako Maura Bradshaw (jeden odcinek)

## Nagrody i nominacje
| Rok  | Nagroda                             | Kategoria                                            | Produkcja                             | Rezultat  |
| ---- | ----------------------------------- | ---------------------------------------------------- | ------------------------------------- | --------- |
| 2002 | Tony Award                          | Best Performance by a Leading Actress in a Musical   | Urinetown                             | Nominacja |
| 2005 | Broadway.com Audience Choice Awards | Favorite Replacement (Female)                        | Wicked                                | Wygrana   |
| 2013 | Nagroda Grammy                      | Best Musical Theater Album                           | Nice Work If You Can Get It (musical) | Nominacja |
| 2016 | Helen Hayes Award                   | Outstanding Supporting Actress in a Musical          | Dear Evan Hansen                      | Nominacja |
| 2017 | Broadway.com Audience Choice Awards | Favorite Featured Actress in a Musical               | Dear Evan Hansen                      | Nominacja |
| 2018 | Nagroda Grammy                      | Best Musical Theater Album                           | Dear Evan Hansen                      | Wygrana   |
| 2018 | Daytime Emmy Awards                 | Outstanding Musical Performance in a Daytime Program | Dear Evan Hansen                      | Wygrana   |